# ريتشارد نيومان (شاعر)
ريتشارد نيومان (بالإنجليزية: Richard Newman)‏ هو شاعر أمريكي، ولد في 25 مارس 1966.